# Walenty Jakóbiak
Walenty Jakóbiak vel Jakubiak – rzeźbiarz, ramiarz i pozłotnik, członek Korporacji Lwowskich Pozłotników działający w pierwszej połowie XX wieku we Lwowie.
Walenty Jakóbiak lwowski pozłotnik i rzeźbiarz prowadził własną pracownię na ulicy Trzeciego Maja 27 a później Sykstuskiej 20, Akademickiej 22 i Zimorowicza 3 we Lwowie. W latach 1900–1939 warsztat Walentego Jakóbiaka wykonał wiele prac rzemiosła artystycznego, głównie we Lwowie i jego okolicach. Mistrz Jakóbiak był członkiem Korporacji Lwowskich Pozłotników i pozłotniczej komisji egzaminacyjnej w Izbie Rzemieślniczej we Lwowie. Uczniem lwowskiego mistrza był znany wrocławski pozłotnik i ramiarz Józef Stoncel.

## Życiorys
Urodził się 10.02.1864 roku jako syn Józefa i Heleny we wsi Dreglin w ówczesnej Guberni płockiej. Zawodu rzeźbiarza, ramiarza i pozłotnika uczył się w pracowniach; Jana Szczepana Druchlińskiego i Stanisława Wysockiego w Warszawie. Na rzemieślniczą wędrówkę po Europie wyruszył z pomocą Wojciecha Gersona, w którego pracowni uczył się rysunku i także praktykował. Zagraniczną praktykę odbywał w Paryżu, Neapolu, Rzymie i Wiedniu. Podczas pobytu w Paryżu przyjaźnił się z Adamem Chmielowskim. Wspomnienia Jakóbiaka opublikował w periodyku albertynów ks. Konstanty Michalski. Po powrocie do kraju Jakóbiak otworzył własną pracownię we Lwowie. W roku 1894 ożenił się we Lwowie z Faustyną Syttą. Synem Walentego i Faustyny był Czesław Jakóbiak. Przeżył wojnę, w roku 1950 w Tarnowie opowiadał o swoim życiu bratu Ignacemu Albertynowi.

## Działalność

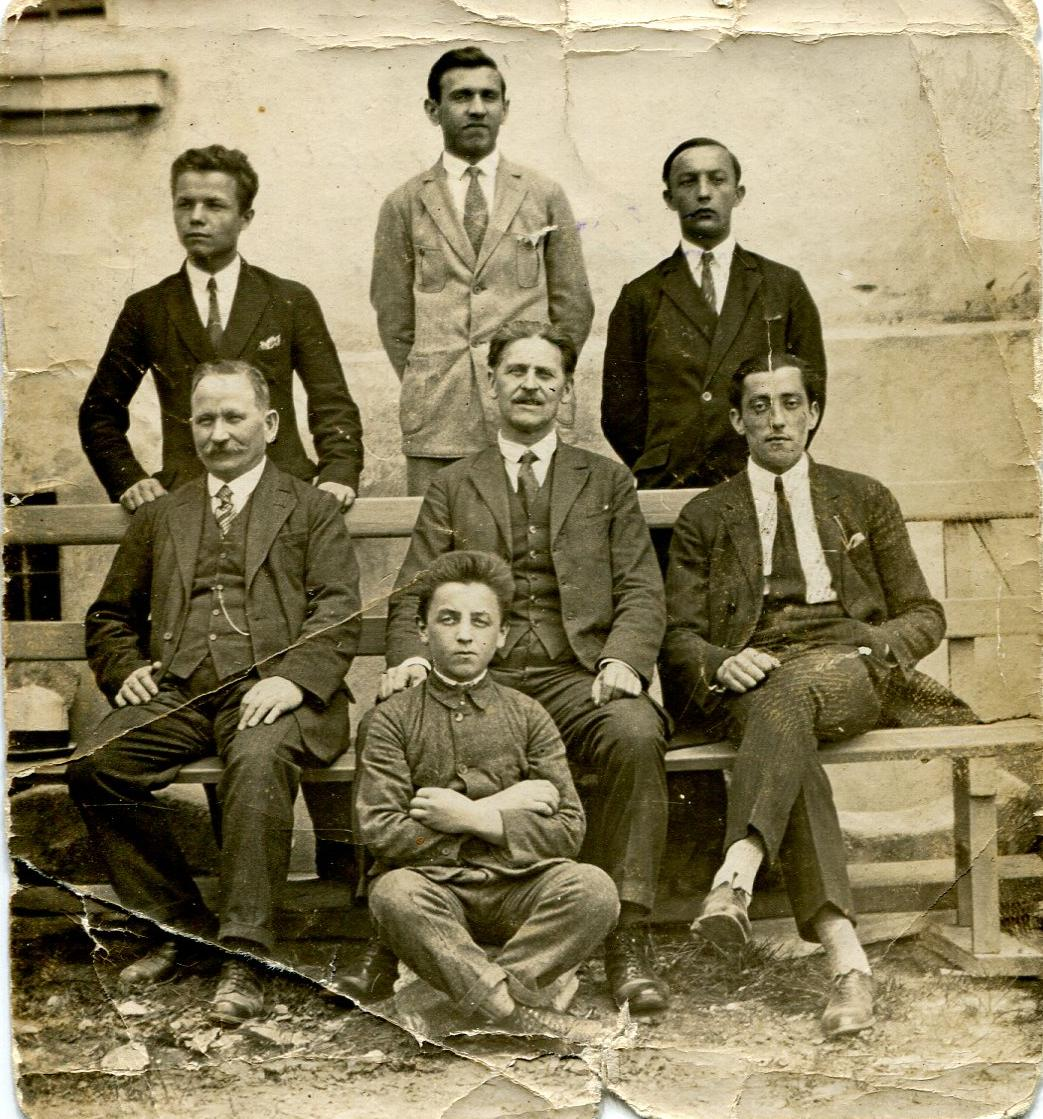
Grupa pozłotników ze Lwowa przed kościołem w Tuchowie. Walenty Jakubiak, Józef Krasnopolski, Józef Stoncel

Pracownia Jakóbiaka wykonywała złocenia i konserwacje ołtarzy, prospektów organowych i rzeźb w wielu świątyniach dawnego Województwa lwowskiego, w tym we Lwowie; w kościołach Bernardynów, Bożego Ciała, Piotra i Pawła, Marii Magdaleny i w Katedrze Ormiańskiej. Walenty Jakóbiak razem ze swoim korporacyjnym kolegą Józefem Krasnopolskim wykonali także restaurację barokowego ołtarza autorstwa Frąckiewicza, w położonym niedaleko Tarnowa Tuchowie.
W warsztacie Jakóbiaka powstawały tabernakula, oprawy tablic wotywnych, relikwiarze, i bogate ramy do obrazów, w tym obecnie zaginiona, architektoniczna rama do ostatniego obrazu Jana Matejki, eksponowanego ówcześnie w lwowskiej Galerii Miejskiej.
Pośród opraw obrazów wykonanych przez pozłotnika ze Lwowa wyróżniają się; częściowo zachowany zespół płaskorzeźbionych obrazów tablicowych, pochodzący z kościoła w Tłumaczu, kościołów w Bryńcach Zagórnych i w Tucznem oraz obraz maryjny w bogatej ramie, podarunek tego rzemieślnika dla kościoła w Adrianopolu, obecnie eksponowany w Małko Tyrnowo w Bułgarii.
Obrazy religijne autorstwa Jakóbiaka powstawały przy współpracy mistrza z malarzami. Obrazy z kościoła w Tłumaczu zaprojektował i najprawdopodobniej namalował Stanisław Batowski Kaczor.

## Prace

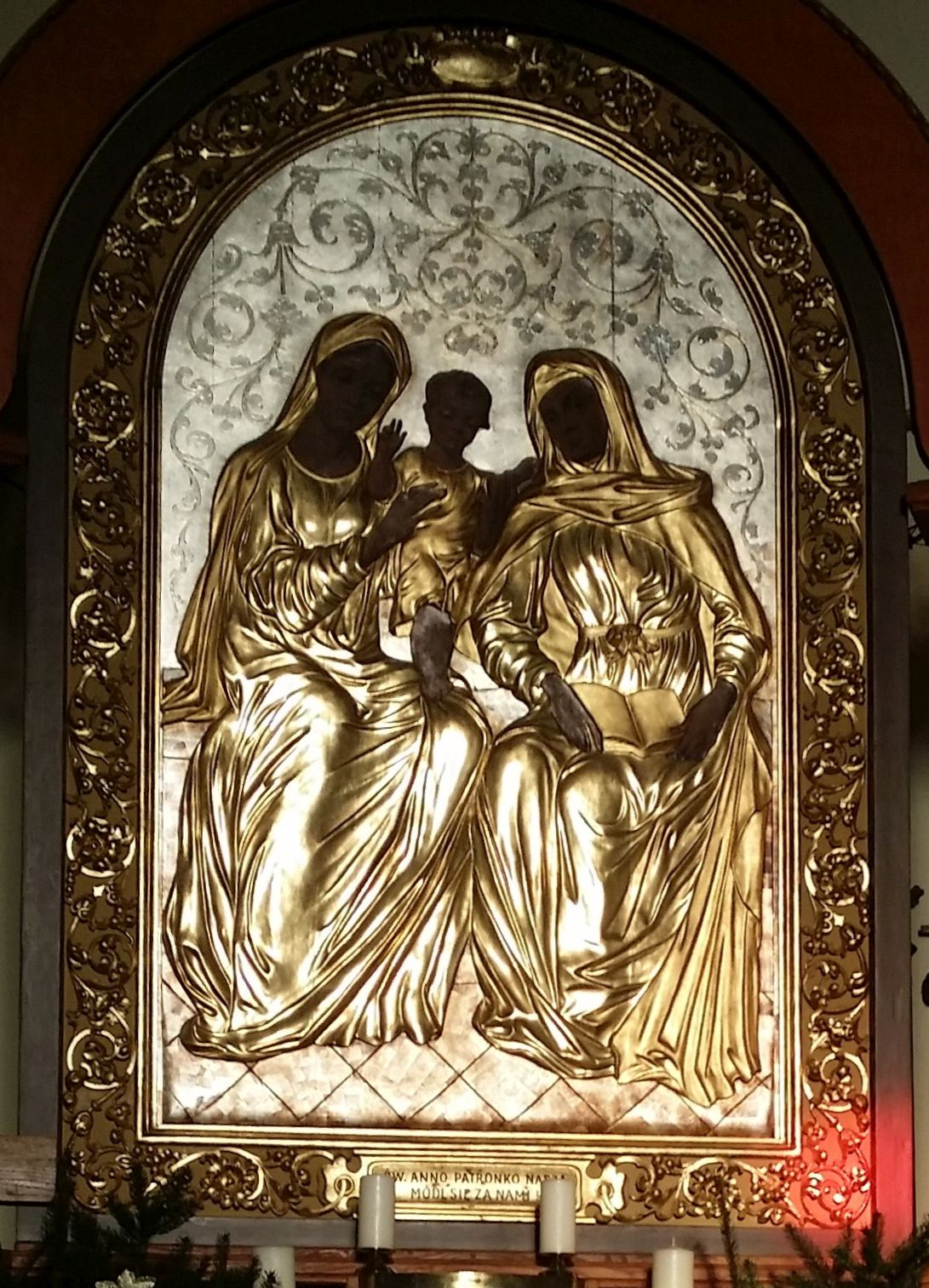
Walenty Jakubiak, Stanisław Batowski Kaczor, św. Anna Samotrzecia, obraz, płaskorzeźba pochodzący z kościoła w Tłumaczu, obecnie na ołtarzu w kościele w Siedlakowicach na Dolnym Śląsku

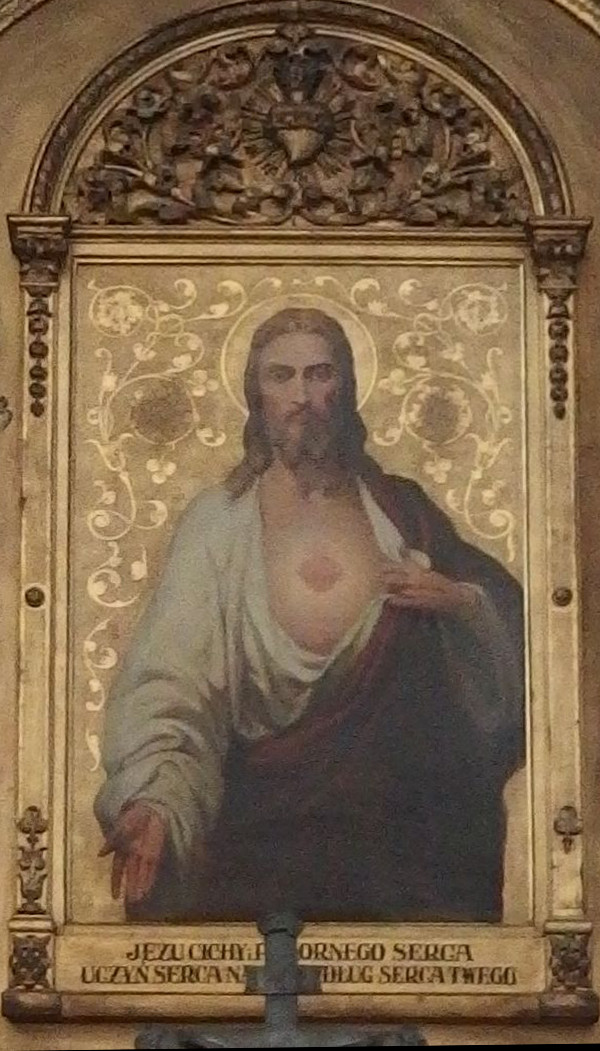
Walenty Jakubiak, Stanisław Batowski Kaczor, obraz Najśw. Serce Jezusa, dawniej w kościele w Tłumaczu, obecnie w kościele św. św. Stanisława i Doroty we Wrocławiu

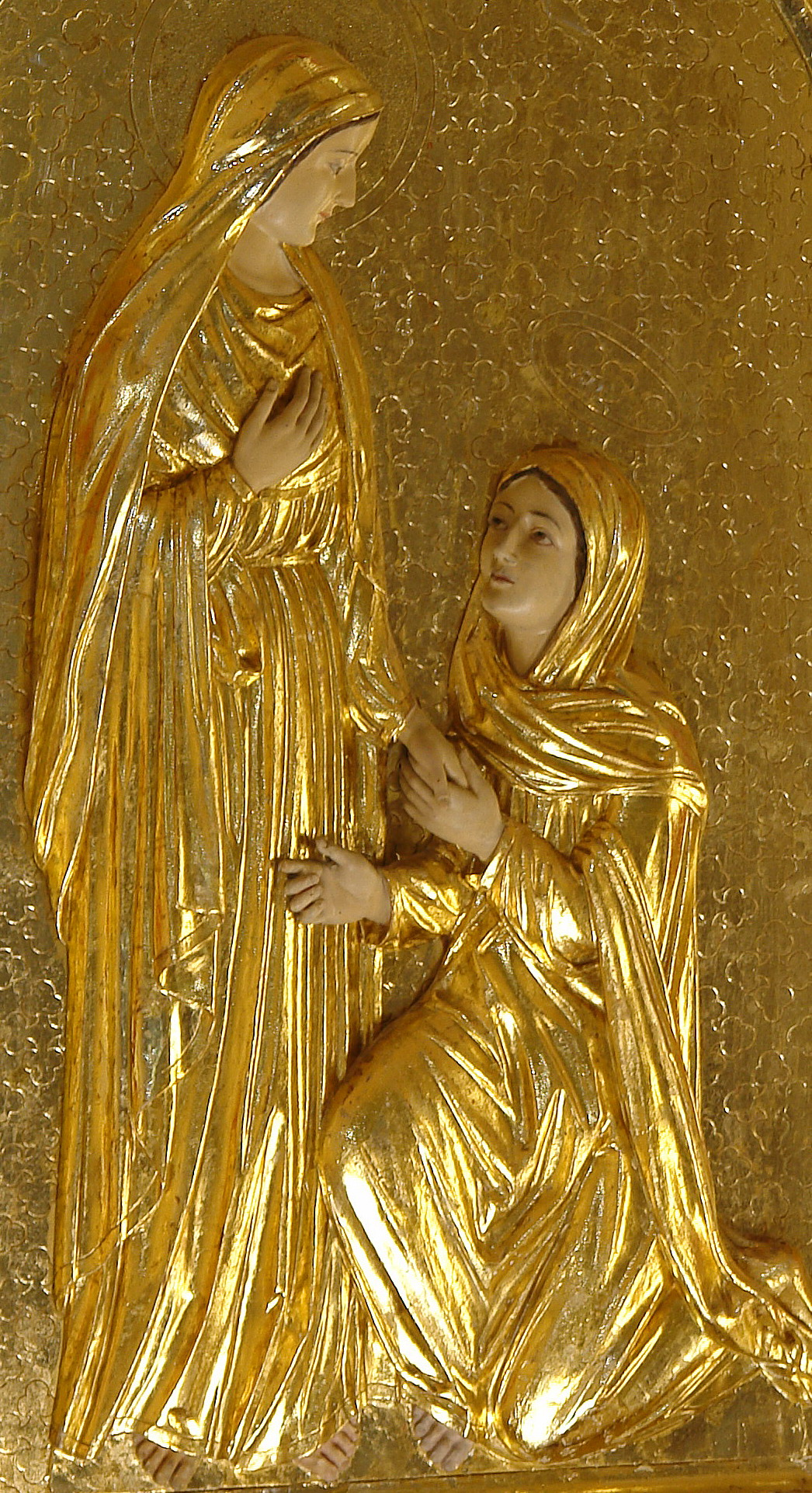
Walenty Jakubiak, obraz płaskorzeźba "Nawiedzenie" dawniej w kościele parafialnym w Tucznem obecnie w tamtejszej kaplicy.(с.Тучне)

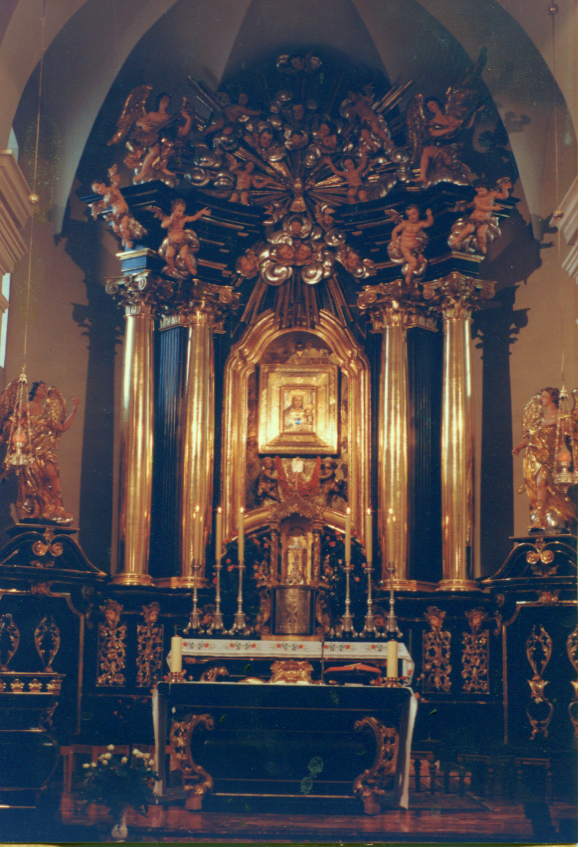
Barokowy ołtarz w bazylice w Tuchowie autorstwa Antoniego Frąckiewicza, odrestaurowany w 1928 roku przez lwowskich pozłotników Józefa Krasnopolskiego i Walentego Jakubiaka.

- 1894 Jakóbiak wziął udział w Powszechnej Wystawie Krajowej we Lwowie. Prezentował tam ramy i konsole w różnych gatunkach i stylach[5].
- 1903-1905 Restauracja i złocenia ołtarza głównego i ołtarzy Świętego Krzyża, św. Wiktorii, św. Dominika oraz św. Jacka w Kościele Dominikanów w Podkamieniu[6]
- 1906 Złocenia elementów architektonicznych, stiukowych przedstawień proroków i świętych w Kościele Bernardynów we Lwowie[7]
- 1907 Walenty Jakóbiak podarował księżom Zmartwychwstańcom obraz Madonny Częstochowskiej. Obraz pierwotnie znajdował się w kaplicy w Adrianopolu, a obecnie po zmianach granic, w kościele w Małko Tyrnowo w Bułgarii[8]. Obraz został oprawiony w wykonane w warsztacie Jakubiaka, bogatą ramę i zdobioną kamieniami i sznurami pereł koszulkę, był malowany, być może podobnie jak obrazy z kościoła w Tłumaczu, przez Stanisława Kaczor Batowskiego[3]
- Po 1907 Jakóbiak wykonał okazałą ramę do obrazu "Śluby Jana Kazimierza" mistrza Jana Matejki. Architektoniczna, snycerska rama zdobiła ostatni obraz Matejki w Galerii Miejskiej we Lwowie, obecnie rama jest zaginiona[9][10].
- 1912 Tabernakulum według projektu Franciszka Mączyńskiego do kościoła pw. św. św. Piotra i Pawła we Lwowie[11]
- 1912 Restauracja i złocenia ołtarzy w kościele w Czyszkach koło Lwowa. Walenty Jakóbiak wykonał tam między innymi w 1917 roku wystrój Grobu Bożego i ramę do obrazu św. Mikołaja malowanego przez Władysława Rossowskiego[12]
- 1912 Złocenia stropu w Katedrze Ormiańskiej we Lwowie[13]
- W latach 1917–do1920 Walenty Jakóbiak wykonał dla kościoła parafialnego w Tłumaczu renowację ołtarzy i nowe obrazy ołtarzowe według projektu i do malowideł Stanisława Kaczor Batowskiego. Bardzo możliwe że w warsztacie Jakubiaka powstały niektóre obramienia, ornamenty lub retabula z tego kościoła. Niektóre z tych obrazów zostały wywiezione przez wiernych ze zniszczonego po wojnie kościoła w Tłumaczu i zachowały się w kościołach na Dolnym Śląsku[4]
- 1918 Złocenia i malatura na rzeźbionej ambonie w kościele pw. Bożego Ciała we Lwowie[14]
- 1925 Złocenia w kościele Marii Magdaleny we Lwowie, prace przy rzeźbach aniołów na ołtarzu głównym[15]
- 1927 Konserwacja rzeźby barokowej św. Feliksa z Cantalicio przypisywanej Pinslowi[16]
- 1928 Pozłotnicy lwowscy Jozef Krasnopolski i Walenty Jakóbiak wykonali złocenia i konserwację barokowego ołtarza głównego w kościele w Tuchowie koło Tarnowa[17][3]
- 1929 Renowacja i złocenia ołtarza głównego, ołtarzy Najśw. Serca Jezusa, Matki Boskiej Różańcowej w kościele parafialnym w Bolechowie[18]
- 1929-1930 W. Jakóbiak odnawiał na zlecenie Magistratu lwowskiego 62 ramy do obrazów z Galerii Narodowej we Lwowie[19].
- 1931 Walenty Jakóbiak wykonał ołtarz ustawiony w nawie południowej z płaskorzeźbą św. Teresy od Dzieciątka Jezus i sukienkę srebrną do obrazu Matki Bożej w kościele św Stanisława w Bryńcach Zagórnych[20]
- 1933 Konserwacja figury Chrystusa Ukrzyżowanego i złocenia organów w kościele pw. św. św. Piotra i Pawła we Lwowie[21]
- 1935 Walenty Jakóbiak wykonał obraz "Nawiedzenie" w kościele parafialnym w Tucznem[22]
- 1935 – 1937 Konserwacja ołtarzy św. Stanisława kostki, św Ignacego śś. Piotra i Pawła, stacje drogi krzyżowej, konfesjonały i pomniki nagrobne w kościele p. w. śś. Piotra i Pawła we Lwowie[23]
- 1938 Walenty Jakóbiak odnawiał antepedia ołtarza głównego i ołtarza św. Józefa, wykonał ramę do obrazu M. Bożej i szafki na wota w kościele pw. św. Michała Archanioła we Lwowie[24]
- 1939 Walenty Jakóbiak złocił ramy obrazów św. Franciszka i św. Michała Archanioła w kościele pw. św. św. Piotra i Pawła we Lwowie[25]